# Carmel Busuttil
Carmel Busuttil   (Rabat, 29 de febrer de 1964) és un exfutbolista maltès de les dècades de 1980 i 1990.
Fou 111 cops internacional amb la selecció maltesa.
Pel que fa a clubs, defensà els colors de Rabat Ajax, KRC Genk i Sliema Wanderers com a principals clubs.